# Divisão (subdivisão de país)
Uma divisão é um tipo de divisão administrativa de alguns países asiáticos, e incluem:
- divisões de Bangladesh
- divisões da Malásia
- divisões de Myanmar
- divisões da Índia

As divisões do Paquistão foram dissolvidas.
Na África, as províncias dos Camarões são divididas em divisões.
Algumas das hundreds e wapentakes na Inglaterra foram subdivididas em divisões.
Na República Popular da China, também há saídas de uma subdivisão semelhante, ela é traduzida como Prefeitura(行政督察区/xíngzhèng dūchá qǘ、专区/zhuānqǘ、地区/diqǘ), e foi dado diferentes nomes chineses na história, a subdivisão é um nível de divisão entre a província (primeiro-nível de entidade política da China, como a Estados da Índia ou províncias do Paquistão) e condado nível (teoricamente, a entidade de segundo-nível político, como os distritos de um estado na Índia ou as de uma província no Paquistão), por causa de uma Divisão de Bangladesh que é a entidade de primeiro nível político no país, por isso é traduzido como sheng(省，pinyin:shěng) em Chinês, é semelhante a uma província, a entidade de primeiro nível político da China.